# Carl Koldewey
Carl Christian Koldewey (Bücken, 26 ottobre 1837 – Amburgo, 17 maggio 1908) è stato un esploratore tedesco dell'Artide.
Guidò entrambe le spedizioni artiche tedesche.

## Biografia
Koldewey era figlio del mercante Johann Christian Koldewey e della moglie Wilhelmine Meyer. Koldewey si imbarcò come marinaio nel 1853, subito dopo aver completato gli studi al ginnasio di Clausthal. A 22 anni frequentò l'accademia navale di Brema, dove fu uno dei pupilli di Arthur Breusing. In seguito si imbarcò nuovamente prima di tornare all'accademia navale nel 1861. Dopo essere diventato comandante, Koldewey studiò matematica, fisica ed astronomia presso le università di Hannover e Gottinga tra il 1866 ed il 1867.

## Spedizioni

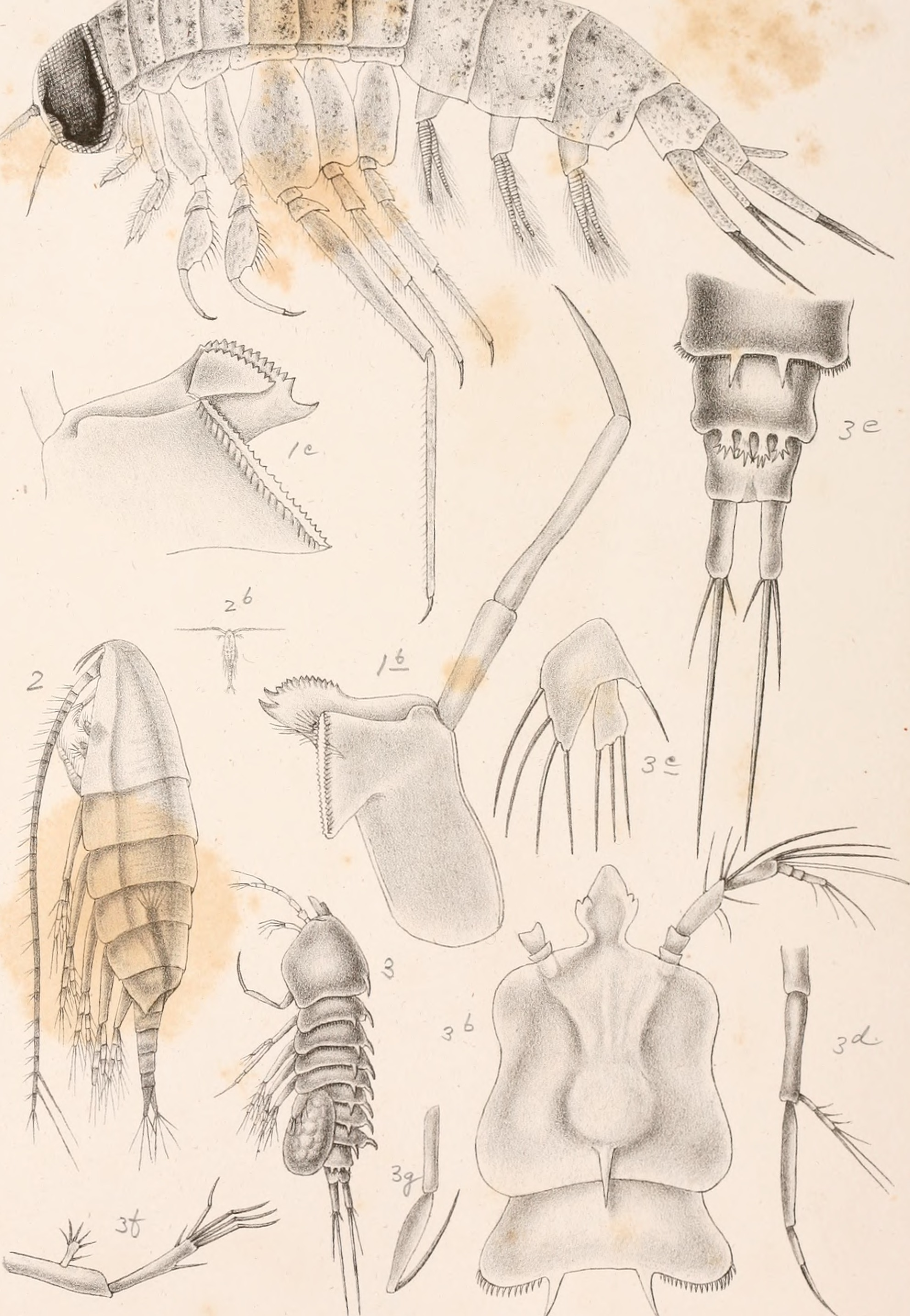
Disegno autografo di Koldewey (1873-1874)

Tramite il suo professore Breusing e con il sostegno di August Petermann, a Koldewey fu dato il comando della prima spedizione artica come comandante della nave Grönland. Poté decidere se dirigersi a nord il più possibile lungo la costa orientale della Groenlandia o se raggiungere la cosiddetta Terra di Gillis circumnavigando Spitsbergen. Le avverse condizioni atmosferiche e gli enormi banchi di ghiaccio gli impedirono di raggiungere entrambe le destinazioni. Alla fine raggiunse la latitudine di 81°5' nei pressi di Spitsbergen e fece ritorno.
Dal 1869 al 1870 fu comandante della Germania e guidò una seconda spedizione in Groenlandia nel Mar Glaciale Artico, deciso a penetrare nella regione artica centrale. Aveva in dotazione la nave a vapore ad elica Germania e quella a vela Hansa guidata dal comandante Paul Friedrich Hegemann. Sei scienziati si unirono alla spedizione: gli astronomi e fisici Karl Nikolai Jensen Börgen e Ralph Copeland, lo zoologo, botanico e fisico Adolf Pansch ed il perito Julius von Payer. Sulla Hansa viaggiavano invece il fisico e zoologo R. Buchholz ed il geologo Gustav Carl Laube.
La spedizione partì da Bremerhaven il 15 giugno 1869. Il 20 luglio le due navi si erano già separate. La Hansa fu rotta dai ghiacci il 19 ottobre 1869 e l'equipaggio si salvò su un banco di ghiaccio. Nel frattempo la Germania raggiunse l'isola di Sabine Ø il 5 agosto 1869. Da qui iniziò la mappatura della costa tra il 73º ed il 77º parallelo nord, con misurazioni prese dalla nave o usando slitte e baleniere. Il lavoro fu un proseguimento di quanto fatto nel 1823 dalla spedizione di Edward Sabine. Nel tentativo di raggiungere il polo nord, la Germania raggiunse la latitudine massima di 75°30'N il 14 agosto a nordest dell'isola di Shannon, quando dovettero fare ritorno per l'impossibilità di penetrare ulteriormente il ghiaccio. Payer effettuò la mappatura dell'isola di Shannon mentre gli astronomi misurarono la sua latitudine. Un campo invernale fu stabilito su Sabine dal 27 agosto 1869 al 22 luglio 1870. Le isole e le coste della Groenlandia furono mappate viaggiando via terra su slitte. Altri studi permisero di determinare la dimensione di montagne e ghiacciai della Groenlandia. Il maggior successo geografico della spedizione fu la scoperta e lo studio del Kaiser-Franz-Joseph-Fjord.

## Ultimi lavori
Dopo aver concluso le spedizioni, Koldewey divenne scrittore e prese parte alle pubblicazioni scientifiche. Dal 1871 lavorò presso l'osservatorio navale tedesco di Amburgo, del quale assunse il comando del dipartimento degli Strumenti Nautici a partire dal 1875. Il 31 luglio 1905 andò in pensione. Uno dei suoi nipoti, Robert Koldewey (1855-1925), divenne un famoso archeologo e storico architettonico.

## Retaggio
La Koldewey-Station, una stazione di ricerca tedesca a Ny-Ålesund su Spitsbergen prende da lui il nome. Viene gestita dall'Istituto Alfred Wegener. L'isola di Koldewey (oстров Kольдевея) nella Terra di Francesco Giuseppe, nell'Artide russa, è dedicata a lui.